# 번역 (생물학)
번역(영어: translation)은 센트럴 도그마(Central Dogma)의 마지막 과정으로, 생체 내에서 DNA로부터 복제된 mRNA의 염기서열을 단백질의 아미노산 배열로 고쳐 쓰는 작업이다.
이 과정은 세포질 내의 단백질 합성 공장과 같은 리보솜에서 일어난다. 리보솜은 두 개의 서로 다른 부분으로 나뉘며, 현재 저해상도의 엑스선 결정 구조가 알려져 있고, 이를 통해 단백질 합성에 관여하는 특이한 아미노산 및 RNA들의 역할이 규명되었다.
리보솜에서는 단백질 합성의 청사진이라 볼 수 있는 mRNA(messenger RNA)의 정보(코돈)를 근거로 이에 상보적으로 결합할 수 있는 tRNA(transfer RNA)가 날라오는 아미노산들을 차례차례 연결시켜서 단백질을 합성한다. 합성이 시작될 때 처음에 메티오닌(Methionine)부터 오는게 일반적이며, 합성을 끝내는 부분의 mRNA에는 특정한 정지신호 역할을 하는 코돈(codon,genetic code)이 있다. 아미노산이 붙어있지 않은 tRNA가 리보솜에 들어와 mRNA의 정지 코돈과 결합하면 아미노산 중합반응이 끝나게 된다. 합성된 단백질은 그 단백질이 갖는 특정한 신호에 의해 목적지로 이동하게 된다.

## 같이 보기
- 코돈
- 유전자
- 오페론